# Palina Rojinski
Palina Rojinski, née le 21 avril 1985 à Saint-Pétersbourg, est une présentatrice de télévision, une actrice et une influenceuse russo-allemande.
Elle commence sa carrière à la télévision en 2006 avec Lenßen & Partner. À 24 ans, elle se fait connaître sur la chaîne musicale VIVA et grâce à son rôle dans l'émission de télévision MTV Home (de) aux côtés du duo de présentateurs Joko Winterscheidt (de) et Klaas Heufer-Umlauf (de). Après l'arrêt de l'émission, elle les rejoint sur neoParadise sur ZDFneo. Elle anime ensuite MTV Top 100 et lance sa propre émission, Zirkus Rojinski. Par la suite, elle participe à ProSieben Inside – Unterwegs mit Palina et anime Das ProSieben Auswärtsspiel. Elle apparaît également dans Circus HalliGalli.
Palina Rojinski débute au cinéma en 2009 dans Männerherzen, où elle incarne la chanteuse Sabrina. Elle joue ensuite dans Rubbeldiekatz, Hotel Desire et Jesus liebt mich. En 2013, elle obtient un rôle central dans le thriller Tatort: Die Fette Hoppe (de), ce qui élève sa réputation. Elle décroche alors des rôles principaux dans Traumfrauen (de) aux côtés d'Elyas M'Barek, puis dans Willkommen bei den Hartmanns et Nightlife (2020) (de).
Au dehors du cinéma et de la télévision, elle est également DJ sous le nom de Palina Power. De 2013 à 2015, elle est jurée dans Got to Dance et depuis avril 2024, elle fait partie du jury de The Masked Singer. Elle est l'égérie de la marque Pantene Pro-V depuis 2016.
De 2019 à 2021, elle anime le podcast Podkinski, où elle discute avec des célébrités. Passionnée d'astrologie depuis 2012, elle partage ses connaissances sur Instagram sous le nom Astrolinski et publie en 2022 son premier livre, Folge deinen Sternen.

## Biographie

### Enfance et éducation
Palina Rojinski naît le 21 avril 1985 à Saint-Pétersbourg,. Ses parents russes ont des origines chrétiennes (mère) et elle est baptisée selon le rite orthodoxe russe. Elle a une sœur. En mars 1991, à la suite de la chute du Mur et l'effondrement de l'Union soviétique, ils émigrent à Berlin.
Dès l'enfance, elle se passionne pour la gymnastique rythmique. À dix ans, elle intègre un lycée sportif à  Stuttgart. Ses six heures d'entraînement quotidien lui permettent de devenir double championne junior d'Allemagne. À 14 ans cependant, ses genoux ne supportent les entrainment, ce qui la contraint à arrêter. Elle poursuit ensuite avec trois ans de danse classique.
Elle obtient son baccalauréat à Berlin et commence des études de littérature et d'histoire à l'Université Humboldt de Berlin qu'elle arrête au bout de trois semestres, pour rejoindre MTV.

### Parcours professionnel

#### Télévision
En 2006, elle passe pour la première fois à la télévision avec la pseudo-docu série Lenßen & Partner (de).
À 24 ans, Palina Rojinski devient co-animatrice dans l'émission MTV Home pour 99 Dinge, die ein Mann getan haben sollte, aux côtés des animateurs principaux, Joko et Klaas,. De 2011 à 2013, à la suite de l'annulation de MTV Home, elle les rejoint sur ZDFneo pour lancer l'émission neoParadise (de),. Les trois entretiennent une amitié.
De 2001 à 2015, Palina Rojinski lance sa carrière solo en tant qu'animatrice dans l'émission musicale MTV Top 100 (de).
À l'automne 2012, elle lance sa propre émission Zirkus Rojinski (de).
De 2014 à 2016, elle participe en tant qu'animatrice, à la série ProSieben Inside – Unterwegs mit Palina (de) et anime le jeu télévisé Das ProSieben Auswärtsspiel avec Elton.
De 2013 à 2017, elle apparaît sur ProSieben pour Circus HalliGalli (de).

#### Cinéma
En 2009, elle fait ses débuts au cinéma dans Männerherzen (de) en incarnant la chanteuse Sabrina. Par la suite, elle joue dans Rubbeldiekatz (2011), Hotel Desire (de) (2011) et Jesus liebt mich (de) (2012).
En 2013, Palina Rojinski obtient un rôle central dans le thriller Tatort: Die Fette Hoppe (de). Cette production majeure de l'ARD élève de manière significative sa réputation et lui permet d'obtenir des rôles principaux dans des films. Elle joue aux côtés d'Elyas M'Barek dans la comédie romantique Traumfrauen (de) (2015) et la satire sur les réfugiés Willkommen bei den Hartmanns (2016). En 2020, ils se retrouvent ensemble dans la comédie romantique Nightlife (2020) (de).

#### Autres activités
Palina Rojinski est également connue en tant que DJ sous le nom de Palina Power,.
De 2013 à 2015, elle est jurée dans Got to Dance,. Depuis le 6 avril 2024, elle fait partie du jury de The Masked Singer aux côtés de Rick Kavanian (de),.
Depuis 2016, elle est l’égérie de la marque Pantene Pro-V. Elle participe à diverses publicités pour d'autres marques ainsi qu'à des clips musicaux comme Ich + Ich.
De 2019 à 2021, elle anime son podcast Podkinski,, où elle discute avec d'autres célébrités. Parmi ses invités figurent Joko Winterscheidt et Klaas Heufer-Umlauf, Enissa Amani, Kida Khodr Ramadan (de), Heike Makatsch, Kai Pflaume et Sido.
À la suite d'une séance avec une astrologue, elle s'intéresse à l'astrologie et partage régulièrement à ce sujet sur Instagram sous le nom Astrolinski. En novembre 2022, elle publie son premier livre sur l'astrologie, Folge deinen Sternen, un guide personnel sur l'astrologie.

### Vie privée
Palina Rojinski habite à Berlin avec ses deux bouledogues français qui apparaissent souvent sur son compte Instagram.
En février 2013, Palina Rojinski se sépare après six ans de Jean-Christoph Ritter (de), connu sous le nom de Schowi du groupe Massive Töne (de),,.

## Filmographie partielle

### Télévision
- 2010-2011 : MTV Home (de)[1].
- 2011-2013 : neoParadise (de)[1].
- 2011-2015 : Viva Top 100[1].
- 2013-2017 : Circus HalliGalli (de)[1].
- 2013-2015 : Got to Dance[1].
- 2014-2017 : Offline – Palina World Wide Weg / Inside – Unterwegs mit Palina (de)[1],[12].
- 2015 : The Big Surprise – Dein schönster Albtraum (de)[1].
- 2016 : Die Liveshow bei dir zuhause (de)[1].
- 2020 : Sing On! Germany (en)[1].
- 2022 : Gipfel der Quizgiganten (de)[1].
- 2022 : LOL – Laughing Out Loud[1].

### Cinéma
- 2009 : Männerherzen (de)[1].
- 2011 : Männerherzen... und die ganz große Liebe[1].
- 2011 : Rubbeldiekatz[1].
- 2013 : Tatort: Die Fette Hoppe (de)[1].
- 2015 : Traumfrauen (de)[1].
- 2016 : Willkommen bei den Hartmanns[1].
- 2018 : Get Lucky[1].
- 2020 : Nightlife (2020) (de)[1].
- 2020 : Enkel für Anfänger (de)[1].
- 2020 : Slavik – Auf Staats Nacken (de)[1].

## Publications
- (de) Folge deinen Sternen : Dein persönlicher Astro-Guide, um dein volles Potenzial zu leben, Knaur Balance eBook, 2022, 240 p. (ISBN 9783426463383)

## Récompenses et distinctions
- 2013 : Prix de la télévision allemande (de)[1].
- 2014 : Prix de la télévision bavaroise (de) -  pour Got to Dance[1].
- 2017 : Prix de la comédie allemande[1].

## Crédit d'auteurs
- (de) Cet article est partiellement ou en totalité issu de l’article de Wikipédia en allemand intitulé « Palina Rojinski » (voir la liste des auteurs).